# Anisonychus westermanni
Anisonychus westermanni is een keversoort uit de familie bladrolkevers (Attelabidae). De wetenschappelijke naam van de soort werd in 1845 gepubliceerd door Carl Henrik Boheman.